# Королевский дворец (Подгорица)
Зимний королевский дворец (черног. Зимски краљевски дворац, Zimski kraljevski dvorać), также зимний дворец короля Николы (черног. зимски дворац kраља Николе, zimski dvorač kralja Nikole) — бывшая зимняя резиденция черногорского короля Николы I в Подгорице, Черногория. В настоящее время в помещениях дворца располагается «Центр современного искусства».

## История
Дворцовый комплекс королевской семьи Петровичей-Негошей в парке Петровича с домом стражи и церковью Святого Димитрия Солунского является одним из самых красивых уголков Подгорицы. Он был построен в районе, который когда-то назывался «Крушна главица». Территорию под строительства дворца князь Никола выкупил в 1886 году, о чем было написано в газете «Глас Црногорца».
О начале строительства объявил воевода Божо Петрович на торжественной церемонии 7 июня 1890 года. Краеугольный камень в основании был заложен 20 апреля 1891 года, а работы были завершены в 1894 году. После завершения строительства на одном из хозяйственных объектов дворца начала работать первая телеграфная станция в Подгорице, а в 1895 году в здании были установлены первые телефоны.
Первая значительная реконструкция замка была проведена в 1906 году, когда появился балкон над главным входом. Электрическое освещение было введено четыре года спустя.
Князь Никола задумывал дворец как место для своего отдыха, однако он стал семейным домом для его среднего сына Мирко.
Отношения принца с отцом были обременены конфликтами, так как, в отличие от своих сестер, он не интересовался государственными делами, зато очень любил верховую езду и музыку.
Мирко — единственный член королевской семьи, который в январе 1916 года не покинул Черногорию. Дворец, в котором он жил, во время австро-венгерской оккупации стал для него тюрьмой. Затем из Подгорицы его перевели в Вену для лечения, где он скончался в марте 1918 года.

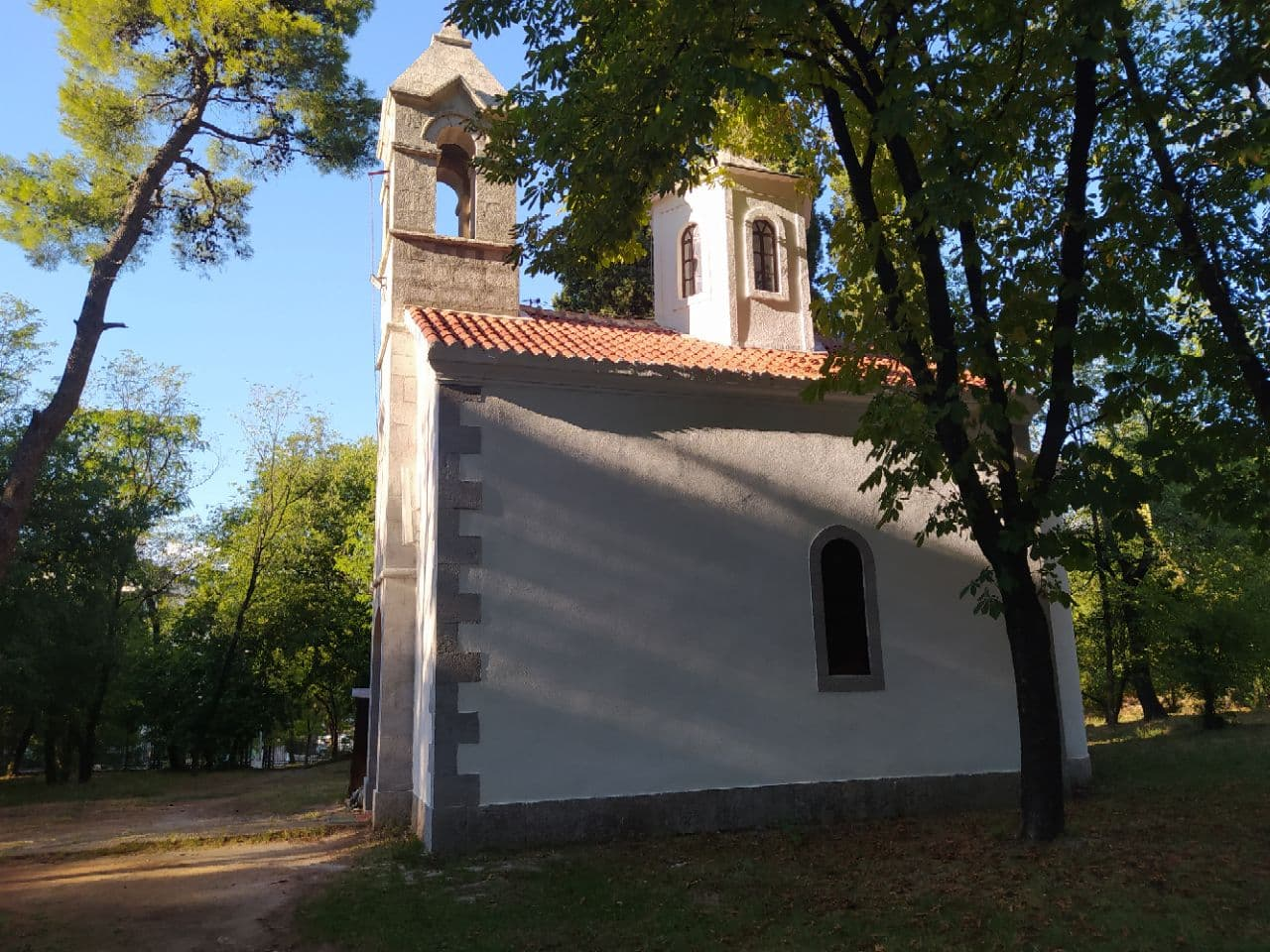
Церковь Святого Димитрия Солунского

Князь Никола был также основателем церкви Святого Димитрия Солунского, расположенной справа от замка. Она была сделана по проекту известного церковного художника того времени Василия Джиновского.
В 1925 году во дворце были проведены ремонтные работы, после чего он преобразован в больницу Крушевац. До семидесятых годов XX века Крушевац был главной больницей Подгорицы.
В 1983 году дворец становится художественной галереей неприсоединившихся стран «Иосип Броз Тито». Сегодня это Центр Современного Искусства Черногории.
Зданию присвоен статус памятника архитектуры. Галерея расположена на втором этаже здания, а первый этаж был передан в пользование потомкам династии Петровичей, в частности наследнику князя Николы Петровича, который проживает здесь во время посещения Черногории.
Перед дворцом расположена летняя сцена, где проходят концерты и конференции.